# Giv'at Ezov
Giv'at Ezov (hebrejsky: גבעת אזוב) je pahorek o nadmořské výšce 178 metrů v severním Izraeli, v Horní Galileji.
Je situován necelý 1 kilometr severozápadně od vesnice Avdon a 1,5 kilometru jihovýchodně od obce Macuva. Má podobu nevelkého zalesněného navrší, které vystupuje o několik desítek metrů nad okolní krajinu. Na jižní straně se pak svažuje k toku vádí Nachal Kaziv, kde stojí pahorek Tel Avdon. Na severní straně sousedí s horou Har Poreach.